# Gunvor Olin-Grönqvist
Gunvor Agnes Margareta Olin-Grönqvist, född 21 januari 1928 i Esbo, död 28 augusti 2005 i Helsingfors, var en finländsk keramiker. 
Olin studerade 1948–1951 porslinsmåleri vid Konstindustriella läroverket och verkade 1951–1975 vid Arabias konstindustriavdelning, vid produktplaneringsavdelningen 1968–1975 och konstavdelningen 1976–1990. Hon planerade modeller och dekorer för massproducerat porslin och senare för konstföremål; från 1980-talet utförde hon enbart design av skulpturer och unikföremål. 
Sin inspiration fick Olin ofta från havet, trädgården och grönsakstorget. Efter att ha övergått till keramikskulpturer höll hon sin första utställning 1982. Temat var en skördefest där äpplet, löken, potatisen, flundran och strömmingen antog skulpturala former. Löken blev något av hennes symbol, och samlarna vurmade för hennes purjostjälkar och vitlökar. Hon planerade även fat och keramiska plattor för väggdekorer. Hennes produktion karakteriseras av en vardaglig realism som tilltalar publiken. 
Olin-Grönqvist finns representerad vid Nationalmuseum i Stockholm.